# Dicynodontoides
Dicynodontoides, noto anche con il nome di Kingoria, è un genere estinto di terapsidi, appartenente ai dicinodonti. Visse nel Permiano superiore (circa 259 - 254 milioni di anni fa) e i suoi resti fossili sono stati ritrovati in Africa e in Asia.

## Descrizione
Questo animale era di dimensioni relativamente modeste, e doveva superare di poco i 50 centimetri di lunghezza. Come molti dicinodonti, possedeva un corpo a forma di barile sorretto da zampe robuste che sporgevano ai lati del corpo. La testa era grande e dotata di un becco corneo e di due denti simili a canini che sporgevano dalla mascella. La regione intertemporale era particolarmente stretta e formava una cresta sagittale. Era inoltre presente una finestra mandibolare di dimensioni ridotte.

## Classificazione
Dicynodontoides è considerato un rappresentante dei dicinodonti, un gruppo di terapsidi erbivori che nel corso del Permiano si diffusero e si specializzarono, occupando varie nicchie ecologiche e sopravvivendo all'estinzione di massa del Permiano-Triassico. In particolare, alcune caratteristiche morfologiche di Dicynodontoides richiamano quelle di un altro dicinodonte vissuto qualche milione di anni dopo (nel Triassico), Kombuisia. I rappresentanti di questa famiglia (i kingoriidi) furono tra i pochi dicinodonti a sopravvivere nel Triassico.

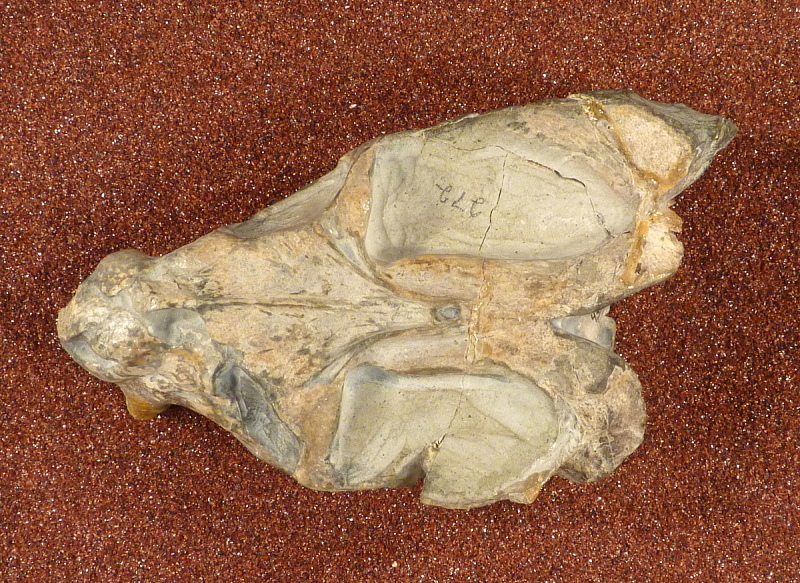
Cranio di Dicynodontoides recurvidens

La storia tassonomica del genere Dicynodontoides è particolarmente convoluta. Il genere venne descritto per la prima volta nel 1940 da Robert Broom, sulla base di resti fossili ritrovati in terreni del Permiano superiore del Karroo (Sudafrica), precedentemente attribuiti da Richard Owen a una nuova specie di Dicynodon (D. recurvidens). Due anni dopo, Friedrich von Huene descrisse un'altra specie di dicinodonte dal Permiano della Tanzania (Dicynodon nowacki), che venne poi ridescritta nel 1959 come appartenente a un genere a sé stante, Kingoria. Solo nel 2009 una revisione del genere Dicynodontoides portò a riconsiderare la specie Kingoria nowacki come appartenente a questo genere. Un'altra specie, "Kingoria prokombuisia", è ritenuta vicina all'origine del genere Kombuisia. Resti attribuiti a Kingoria (=Dicynodontoides) sono stati ritrovati anche nella formazione Kundaram in India (Andhra Pradesh). Un altro animale simile è Thliptosaurus, del Permiano terminale.